# Isabel Le Brun de Pinochet
Pour les articles homonymes, voir Le Brun.
Isabel Le Brun de Pinochet (née en 1845 et morte le 25 juin 1930 à San Felipe) est une éducatrice et activiste féministe chilienne. Elle permet, en collaboration avec Antonia Tarragó González, l'accès des femmes à l'enseignement mixte et universitaire au Chili.

## Biographie
Elle est la fille d'un militaire français et d'une éducatrice de San Felipe.
Au milieu du XIXe siècle au Chili, l'accès à l'éducation secondaire pour les jeunes femmes est limité et seulement dispensé par des écoles religieuses. Isabel Le Brun de Pinochet ouvre à Santiago en 1875 une école secondaire privée, le Lycée Recoleta, connu plus tard sous le nom du Lycée Isabel Le Brun de Pinochet,. Cela ouvre la voie à un système éducatif financé par l'État pour les deux sexes, en étant une des premières institutions qui apporte aux femmes le même type d'éducation qu'aux hommes. Elle ne donne pas uniquement une éducation primaire, elle enseigne également en école secondaire.

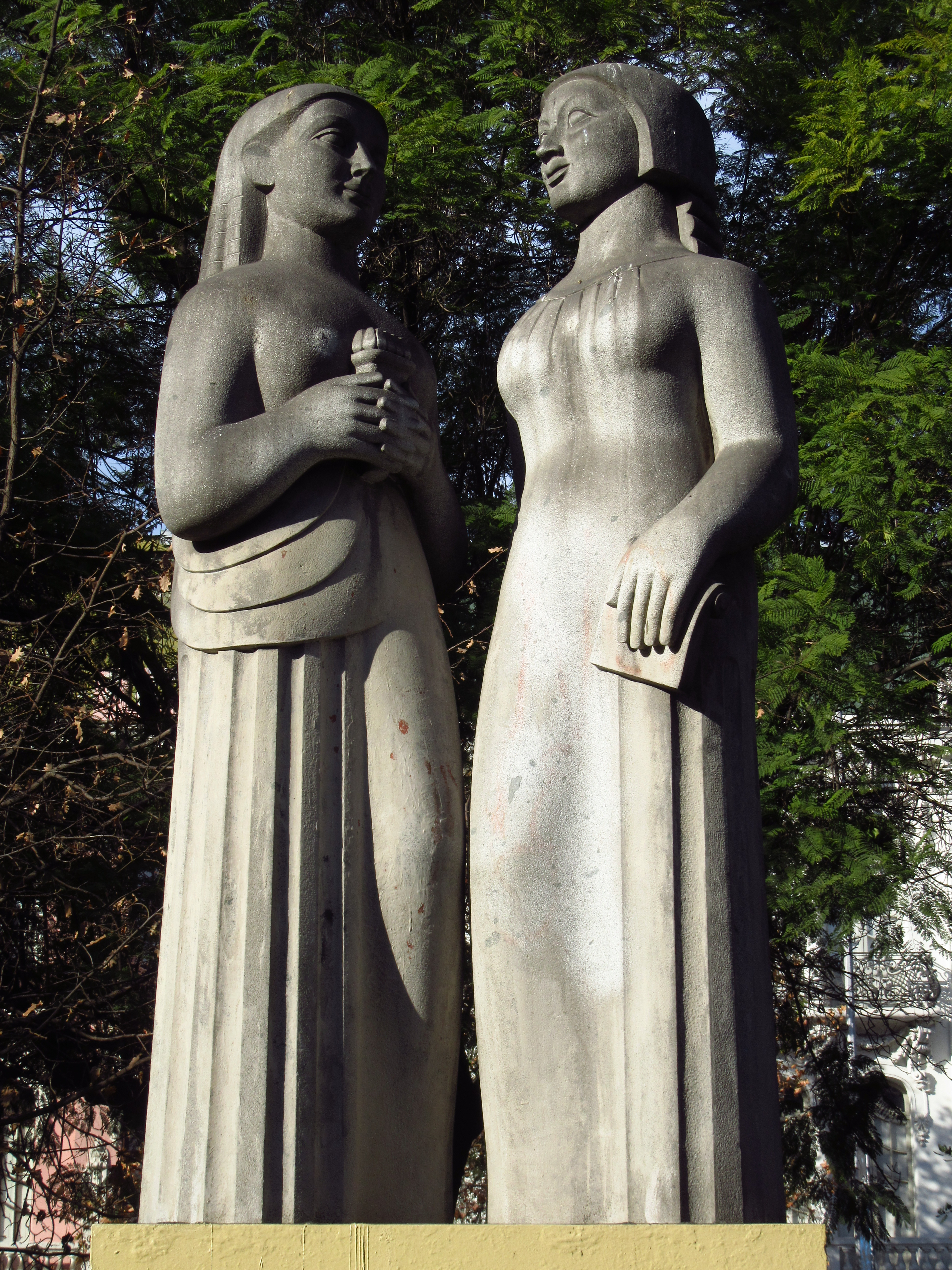
Las Educadoras, de Samuel Román - Alameda - Santiago, Chili.

A la fin de la deuxième année de fonctionnement du collège, le 1 décembre 1876, elle décide d'envoyer au Conseil d'Admission de l'Université du Chili, une demande de nomination d'une commission pour valider les examens des étudiantes de son institution. L'objectif de cette validation est de permettre l'accès des femmes à l'enseignement universitaire. A l'appui de cette demande elle signale trois problématiques : d'une part, l'inexistence « de toute disposition universitaire qui réglemente les examens des étudiantes, visant à garantir avec des certificats légaux leurs aptitudes pour accéder à des degrés supérieurs d'éducation », d'autre part l'absence de « plan d'études pour étudiantes », enfin les parents des étudiantes expriment leur inquiétude quant au fait que leurs filles ne puissent pas aspirer à des études universitaires, malgré leurs résultats scolaires.
Grâce à ses pressions et efforts, elle obtient en 1877 une autorisation du ministre de l'Éducation Miguel Luis Amunátegui -via l'arrêté Amunátegui-  pour que l'éducation supérieure soit désormais ouverte aux femmes chiliennes.
En avril de 1946, est inauguré le « Monument aux éducatrices », qui lui est consacré ainsi qu'à Antonia Tarragó, œuvre réalisée par le sculpteur Samuel Román et située à Santiago, Chili, sur la bande centrale de la Alameda, face à la 18e  avenue.
Après sa mort, dans la commune de Renca un collège appelé « Isabel le Brun » a été ouvert en son hommage.
Elle est mariée à Cadres Fidel Pinochet Espinosa. Son fils Tancredo Pinochet LeBrun (es)est un intellectuel chilien.

## Postérité
Isabel Le Brun fait partie des femmes citées dans l’œuvre féministe The Dinner Party de Judy Chicago réalisée de 1974 à 1979.